# Faites donc plaisir aux amis
Pour plus de détails, voir Fiche technique et Distribution.
Faites donc plaisir aux amis est une comédie française, réalisée par Francis Rigaud en 1969 et sortie la même année.

## Synopsis
Jean-Louis, ouvrier garagiste et coureur de jupons, demande à son ami et patron d'inverser pour un temps les rôles pour faire croire à son frère, qui arrive d'Amérique du Sud, qu'il est le patron, mais aussi le mari de sa femme...

## Fiche technique
- Réalisation : Francis Rigaud
- Autre titre : Prête-moi ta femme
- Scénario : Jacques Vilfrid, Jacques Dynam
- Dialogues : Jacques Dynam
- Photographie : Pierre Petit
- Musique : Bernard Gérard
- Année : 1969
- Durée : 87 minutes
- Genre : comédie
- Date de sortie : 5 février 1969

## Distribution
- Roger Pierre : Jean-Louis Brunel
- Jean-Marc Thibault : Lucien Barjon
- Francis Blanche : Maximilian
- Sophie Agacinski : Julie
- Jacques Legras : L'inspecteur Grossard
- Christian Marin : Le barman
- Christiane Minazzoli : Jacqueline
- Marcelle Arnold : Madame Barjon
- Jacques Dynam : Robert Garaudet
- Nathalie Courval : Madame Garaudet
- Robert Rollis : Le barman de l'auberge
- Pierre Tornade : Léon, le mari trompé
- Elisabeth Teissier : La femme de Léon
- Clément Harari : Le médecin
- Dominique Zardi : L'employé du garage
- Bernard Le Coq : Jerry (non crédité)
- France Rumilly : La marraine
- Bernard Musson : L'abbé
- Cathy Rosier

## Autour du film
- Ce film a été rarement diffusé à la télévision française.

Sa dernière diffusion date du 28 janvier 2010 sur France 3, en hommage à Roger Pierre décédé quelques jours auparavant...
- 13e collaboration entre Roger Pierre et Jean-Marc Thibault au cinéma.

- 3e collaboration avec Francis Rigaud après Les Baratineurs et Nous irons à Deauville